# Lista över TV-kanaler som sänder olympiska sommarspelen 2012
Det här är en lista över alla TV-kanaler som kommer att sända de olympiska sommarspelen 2012 i London. 
Storbritanniens TV-kanal BBC kommer att sända alla de 5000 timmars sport genom deras olika kanaler.
NBC Universal köpte rättigheterna för sändningarna i USA och betalade ett 32% högre pris än för spelen 2008. 
 I Australien köpte Nine Network och Foxtel rättigheterna, där Seven Network tidigare sänt alla olympiska spel sedan 1992 då tävlingarna avgjordes i Barcelona. NBC kommer även att samarbeta med Youtube för att direktsända alla tävlingar. I Sverige sänder Sveriges Television de olympiska spelen.

## TV-kanaler
^1  – Sändningar i Bolivia, Costa Rica, Dominikanska republiken, Ecuador, El Salvador, Guatemala, Honduras, Nicaragua, Paraguay och Uruguay.
^2  – Internet och mobil sändningar i Latinamerika.
^3  – Sänder i Argentina, Bolivia, Chile, Colombia, Ecuador, Paraguay, Peru, Uruguay och Venezuela.